# Rectina
Rectina (fl. I secolo) è stata una nobildonna romana, grande amica di Plinio il Vecchio.

## Biografia
Durante l'eruzione del Vesuvio del 79, Rectina inviò un messaggio d'aiuto a Plinio, il quale tentò di andare in suo aiuto, salpando con galee e una liburna. Plinio stesso morì dopo essere sbarcato più in basso lungo la costa. In realtà la Rectina citata nelle lettere di Plinio il Giovane fa riferimento al sobborgo di Ercolano da dove i classiarii fecero partire la richiesta d'aiuto a Plinio il Vecchio per essere soccorsi.
Plinio il Giovane riporta che Rectina era sposata con un uomo di nome Basso, Cesio, o Tascio, probabilmente Cesio Basso o Sesto Lucilio Basso. Un'iscrizione su un'ara, collocata nel 1854 vicino all'Abbazia di Casalpiano (Morrone del Sannio), riporta una dedica di ex voto ai Lari da parte del liberto Eutico per il ritorno di Rectina: 
(Iscrizione sull'ara.)

### Fonti antiche
- (EN) Plinio il Giovane, Letters LXV. To Tacitus, a cura di Charles W. Eliot, New York, Bartleby, 1909.

### Fonti moderne
- Alberto Angela, I tre giorni di Pompei: 23-25 ottobre 79 d. C. Ora per ora, la più grande tragedia dell'antichità, Rizzoli, 2014.